# Kathleen King
AL Kathleen King (5 juillet 1893 – 28 mars 1978) est une botaniste irlandaise et l'une des principales bryologues de terrain d'Irlande,.

## Biographie
King est née Anastasia Lelia Catherine Murphy à Dublin le 5 juillet 1893, fille de Lawrence et Bridget Murphy (née Monaghan). Son père a une entreprise de draperie sur Lower Baggot Street et la famille vit sur Upper Merrion Street.
Elle fréquente le Loreto College, St Stephens Green, où elle s'intéresse particulièrement à la musique et au théâtre, jouant du violoncelle. Elle va ensuite dans une « finishing school » à Berlin, où elle apprend l'allemand. De retour à Dublin, elle joue pendant une courte période à l'Abbey Theatre. En 1918, elle épouse Edward Thomas King, un médecin de dispensaire. Edward meurt en 1933, et Kathleen élève seule leurs quatre fils. Elle meurt le 28 mars 1978 à son domicile de Mount Merrion, comté de Dublin.

## Travaux botaniques
L'intérêt de King pour la botanique commence avec la culture de fruits et légumes dans son jardin, principalement pour des raisons financières dues à son veuvage. À cette époque, elle rejoint l'Irish Roadside Trees Association, qui est préoccupée par le placement des arbres et la plantation de trottoirs, car elle vit dans un lotissement nouvellement créé à Mount Merrion. King contribue à l'ouvrage Roadside trees in town and country de Maurice Fitzpatrick en 1947 avec le géologue Anthony Farrington, la botaniste Augustine Henry et Harold Leask. Elle rejoint la Society of Irish Foresters et le Dublin Naturalists Field Club, qui tous deux élargissent son intérêt pour la nature et la botanique.
King développe un intérêt pour les plantes sans fleurs (cryptogames) et en particulier les bryophytes (mousses et hépatiques), ce qui l'incite à acheter un microscope et à rejoindre la British Bryological Society en 1949. La distribution de mousses est son principal intérêt, et durant 20 années, elle parcourt le pays à la recherche de nouveaux enregistrements d'espèces pour ce groupe auparavant peu étudié. Ce qu'elle accomplit sans voiture ni conduire. Sa capacité à lire l'allemand l'aide à lire une grande partie du travail effectué par ses contemporains en Europe. Le travail de King élargit les connaissances sur la distribution des mousses et des hépatiques en Irlande, en publiant ses résultats dans le Irish Naturalists Journal et les Transactions of the British Bryological Society. Une découverte plus inhabituelle de King est Meesia tristicha, une mousse de la zone subarctique, qu'elle identifie en 1957 à Bellacorick, dans le comté de Mayo. Jusque-là, cette mousse n'était connue que comme un subfossile au Royaume-Uni. Le dernier article qu'elle publie en 1970 ajoute 39 nouveaux enregistrements irlandais de bryophytes. King est l'une des cinq botanistes qui compilent le Supplement to Colgan's Flora of the County Dublin de 1961.
En raison de sa connaissance approfondie des bryophytes, de nombreuses universités la consultent pour l'identification des mousses et elle travaille avec Bord na Móna sur l'examen de l'écologie des sites de tourbières. King est membre de nombreuses sociétés, dont la Royal Dublin Society, secrétaire honoraire d'An Taisce de 1958-1964, le Dublin Naturalists Field Club en tant que présidente de 1955-1956 et vice-présidente de 1957-1988 et la Geographical Society of Ireland. Elle est également élue membre honoraire de la British Bryological Society.
L'herbier de King contient plus de 4000 spécimens, principalement d'Irlande, mais avec quelques spécimens de Grande-Bretagne et d'Europe. Elle fait don de la collection au National Botanic Gardens, Glasnevin en 1977, lorsque sa vue commence à baisser. La collection est considérée comme l'ajout le plus important de bryophytes depuis le début des années 1900.

## Publications choisies
- ALK King (1950) « Brachythecium caespitosum » dans Co. Cavan Irish Naturalists Journal
- ALK King (1970) Recent additions to Irish bryophyte census lists